# Kanic obrovský
Kanic obrovský (Epinephelus lanceolatus), také kanic queenslandský, je mořská ryba z řádu ostnoploutví. Žije v teplých vodách Indického a Tichého oceánu od východního pobřeží Afriky po Havajské ostrovy. Drží se při pobřeží, nejraději má korálové útesy, sestupuje do hloubky 100 metrů. Dorůstá délky až tří metrů a může vážit přes 400 kg.

## Popis
Kanic obrovský má šedohnědou barvou s kresbou světlých skvrn, která mu umožňuje maskovat se na mořském dně. Je masožravec. Živí se především korýši, jeho oblíbenou potravou jsou humři, ale kromě nich požírá i kraby, různé ryby včetně drobných žraloků a rejnoků a také mladé mořské želvy. Loví převážně za soumraku. Vyznačuje se výrazně teritoriálním chováním.
Kanici jsou protogynní (postupní) hermafroditi: rodí se jako samice a teprve po dosažení určité velikosti se změní v samce.